# Grażyna Syrek
Grażyna Syrek (* 9. Januar 1972 in Kędzierzyn-Koźle) ist eine polnische Langstreckenläuferin.
2002 und 2003 wurde sie als Gesamtsiegerin des Dębno-Marathons polnische Marathonmeisterin. Weitere nationale Titel errang sie 2003 und 2006 über 5000 m, 2005 und 2006 über 10.000 m und 2005 im Halbmarathon.
2002 wurde sie Dritte beim Dublin-Marathon und 2003 Fünfte beim Chicago-Marathon. Beim Marathon der Olympischen Spiele 2004 in Athen belegte sie den 41. Platz.
2005 wurde sie Zweite beim Paris-Halbmarathon, gewann den Darmstädter Stadtlauf und wurde Zehnte beim Chicago-Marathon. Im darauffolgenden Jahr wurde sie Siebte beim Rotterdam-Marathon und kam bei den Leichtathletik-Europameisterschaften in Göteborg über 10.000 m auf den 20. Platz.

## Persönliche Bestzeiten
- 3000 m: 9:20,88 min, 30. Mai 1998, Bydgoszcz
- 5000 m: 15:52,40 min, 21. Juli 2006, Bydgoszcz
- 10.000 m: 32:53,33 min, 7. August 2006, Göteborg
- Halbmarathon: 1:12:21 h, 1. März 2005, Paris
- Marathon: 2:26:22 h, 12. Oktober 2003, Chicago